# Taake
Taake (произношение: [ˈtɔːkə]; с норв. — «туман»; современное написание: «tåke») — норвежская блэк-метал-группа, образованная в 1993 году.

## История
В 1993 году Эрьян Стедьеберг (Ørjan Stedjeberg), теперь известный как Ульвхедин Хёст (Ulvhedin Høst, часто пишется Hoest), собрал группу Taake в её первоначальном варианте под названием Thule, вместе со Свартульвом (Svartulv), которому на тот момент было всего двенадцать лет. Thule выпустила два демо: «Der Vinterstormene Raste» в 1993 году и «Omfavnet Av Svarte Vinger (Embraced By Black Wings)» в 1994. Между выпуском последнего демо и изданием «Manndaudsvinter» в 1995 группа преобразовалась из Thule в Taake. Новое название лучше описывало группу и ту область, откуда был родом Хёст, горы Бергена. Вскоре после этого релиза последовал выпуск 7" EP в 1996 году, названный «Koldbrann i Jesu Marg». Этот альбом стал последним демо Taake.
Первый полноформатный альбом «Nattestid Ser Porten Vid (Night Sees the Wide Gate)» был издан на лейбле Wounded Love Records в 1999 году. Альбом был полностью написан Хёстом, но для записи баса и ударных он пригласил сессионного музыканта Тундра. Запись осуществлялась на протяжении 1997—1998 годов на студии Grieghallen. «Nattestid…» это первая часть трилогии, все надписи на CD и тексты песен на норвежском в буклете записаны рунами. Этот альбом считается классикой блэк-метала.
Вторая часть трилогии «Over Bjoergvin Graater Himmerik (Heaven Cries over Bjoergvin (Bergen))» была выпущена в 2002 году. Это вновь был концептуальный альбом из семи песен, темой которого является смерть. Для записи этого альбома Hoest пригласил следующих музыкантов: гитариста К. Коракса (C. Corax), басиста Керидвена (Keridwen) и ударника Мутта (Mutt) (Gaahlskagg, Trelldom, Sigfader).
Финальная часть трилогии была издана в 2005 году лейблом Dark Essence Records. Названная «Hordalands Doedskvad (Hordaland’s Deathchant)», она придерживалась формата альбома из семи песен (отображающих 7 гор, окружающих Берген), как и первые две записи, однако отличалась от них стилем. В то время, как первые два альбома были написаны явно под влиянием метала 80-х, этот альбом был выполнен в более традиционном блэк-метал стиле, напоминающем Enslaved или Bathory. «…Doedskvad» также отличался составом приглашённых музыкантов. Он включал в себя небезызвестного Nattefrost из Carpathian Forest, Taipan (Orcustus), и Nordavind (ex-Carpathian Forest), и некоторых других. Вслед за этим релизом Taake выпустили несколько сплит и EP альбомов, а также выступали на некоторых фестах (наиболее примечательный из которых — Hole In The Sky Festival в Норвегии, где на гитаре играл Ивар Бьёрнсон из Enslaved), однако согласно официальному сайту проект «на время заморожен».
Перед европейским туром 2006/2007 годов Taake поменяли свой официальный сайт, переехав с неработающего домена на новый. После скандально известного выступления в Эссене были отменены выступления группы на нескольких фестах, а сама группа подверглась большой критике.
Группу покинул Лава (Lava), который с 2002 года был басистом, хотя возможно этот факт не был бы подвергнут огласке, если бы не такие обстоятельства. Новый сайт также послужил источником, откуда портал новостей тяжелой музыки Blabbermouth.net брал все заявления Хёста.
8 сентября 2008 года Хёст объявил на своём сайте, что он наконец записал четвёртый альбом Taake, названный просто «Taake». Альбом был записан для собственного лейбла Хёста Svartekunst Produksjoner, а распространялся через Dark Essence Records.

## Конфликт
В марте 2007 года во время концерта в Эссене (Германия) Хёст вышел на сцену с нарисованной на груди свастикой. Также утверждают, что он плевался и бросал в публику пивные бутылки. Это привело к волне протестов как со стороны публики, так и со стороны прессы, освещавшей концерт. В Германии использование символа свастики строго запрещено законом, поэтому остальные концерты Taake в Германии были отменены. Считается, что это инцидент был задуман исключительно для «шокового воздействия» на публику. После этих событий Хёст сделал заявление на сайте Taake:
Taake - не политическая нацистская группа [...], вы должны знать, что вся наша концепция основана на провокациях и всяком зле [...]. Мы искренне приносим свои извинения всем нашим сотрудникам, у которых могут возникнуть проблемы из-за эссенского скандала со свастикой (за исключением владельца этого клуба, он может отсосать у мусульман!)

Оригинальный текст (англ.)Taake is not a political Nazi band [...] everyone should know by now that our whole concept is built upon provocation and anything evil [...] we truly apologize to all of our collaborators who might get problems because of the Essen swastika scandal (except for the untermensch owner of that club; you can go suck a Muslim!)
2 апреля 2007 г. Хёст выложил на сайте дополнительное пояснение:

Моё предыдущее заявление ясно показывает, что я извиняюсь только перед нашими коллегами, у которых могут возникнуть проблемы из-за скандала. Это означает, что я несу полную ответственность должен сам решать эти «проблемы». Но какие у меня могут быть проблемы? Мы поимели Эссен в один из первых дней турне, а информация разлетелась в считанные минуты. Оставшуюся часть турне я был очень лёгкой мишенью для словесных или физических нападок на сцене, в местах проведения концертов, на улице и т. д. Однако не случилось ни одного столкновения. Можете продолжать свои патетичные интернет-дебаты, но ни секунды не думайте, что я воспринимаю их серьёзно. Более того, я никогда не пытался сделать Taake «большой» группой. Я надеялся потерять часть фанов с выходом Nekro EP, поэтому сейчас я безусловно надеюсь избавиться ещё от какой-то части своих поклонников.

Оригинальный текст (англ.)My previous statement clearly states that I apologize only to our collaborators who might get problems because of the scandal. This means that I take full responsibility and should receive all «problems» myself. But what problems did I get? We raped Essen on one of the first days of the tour and the word spread within minutes. For the rest of the tour I was such an easy target for verbal or physical abuse on stage, walking around the venues, in the streets, etc. But I didn’t receive any confrontation. So keep your pathetic internet debate going, but don’t think for one second that I take any of you seriously. Furthermore, I never did anything to make Taake a «big» band. I was hoping to lose some fans with the Nekro EP, so now I certainly expect to get rid of some more.
В 2007 году активность Taake была приостановлена в связи с тем, что Хёст был заключён в тюрьму за насильственное нападение. 30 июля 2007 г. на официальном сайте Taake было анонсировано, что запланированное мировое турне задерживается «из-за того, что один из членов группы находится в заключении». 20 сентября 2007 г. Хёст анонсировал на сайте группы, что недавно он был выпущен из тюрьмы, где третий раз сидел за насилие.

## Дискография

### Thule
| Год  | Дата выхода | Название                  | Тип  | Лейбл                 |
| ---- | ----------- | ------------------------- | ---- | --------------------- |
| 1994 |             | Der Vinterstormene Raste  | Демо | Mosegrodd Productions |
| 1994 |             | Omfavnet Av Svarte Vinger | Демо | Mosegrodd Productions |

### Taake
| Год  | Дата выхода | Название                         | Тип                     | Лейбл                    |
| ---- | ----------- | -------------------------------- | ----------------------- | ------------------------ |
| 1995 |             | Manndaudsvinter                  | Демо                    | Mosegrodd Productions    |
| 1996 |             | Koldbrann i Jesu Marg            | Демо                    | Mosegrodd Productions    |
| 1999 | 7 декабря   | Nattestid Ser Porten Vid         | Полноформатный          | Wounded Love Records     |
| 2002 | 1 января    | Over Bjoergvin Graater Himmelrik | Полноформатный          | Wounded Love Records     |
| 2004 |             | Nordens Doedsengel               | EP сплит с Amok         | Perverted Taste Records  |
| 2005 |             | Helnorsk Svartmetall             | Сборник                 | Perverted Taste Records  |
| 2005 |             | Taake Vinyl Box                  | Сборник                 | Perverted Taste Records  |
| 2005 | 28 февраля  | Hordalands Doedskvad             | Полноформатный          | Dark Essence Records     |
| 2006 | 3 марта     | Lagnonector                      | Сингл сплит с Vidsyn    | Agonia Records           |
| 2006 | 9 ноября    | Dra Til Helvete!                 | EP сплит с Gigantomachy | Agonia Records           |
| 2007 | 12 марта    | Nekro                            | EP                      | Dark Essence Records     |
| 2008 | 3 марта     | Svartekunst                      | Концертный EP           | Dark Essence Records     |
| 2008 | 17 октября  | Taake                            | Полноформатный          | Svartekunst Productions  |
| 2011 | 26 апреля   | Kveld                            | EP                      | Svartekunst Productions  |
| 2011 | июль        | Swine of Hades                   | сплит                   | Godreah                  |
| 2011 | ноябрь      | Noregs Vaapen                    | полноформатный          | Dark Essence Records     |
| 2013 | 4 марта     | Gravkamre, Kroner Og Troner      | сборник                 | Dark Essence Records     |
| 2014 | 30 октября  | Kulde                            | EP                      | Svartekunst Produksjoner |
| 2014 | 8 декабря   | Stridens hus                     | полноформатный          | Dark Essence Records     |
| 2017 | 24 ноября   | Kong vinter                      | полноформатный          | Dark Essence Records     |
| 2021 | 2 июля      | Aviik                            | сборник                 | Dark Essence Records     |
| 2023 | 1 сентября  | Et Hav av Avstand                | полноформатный          | Dark Essence Records     |

## Участники группы

### Действующие участники

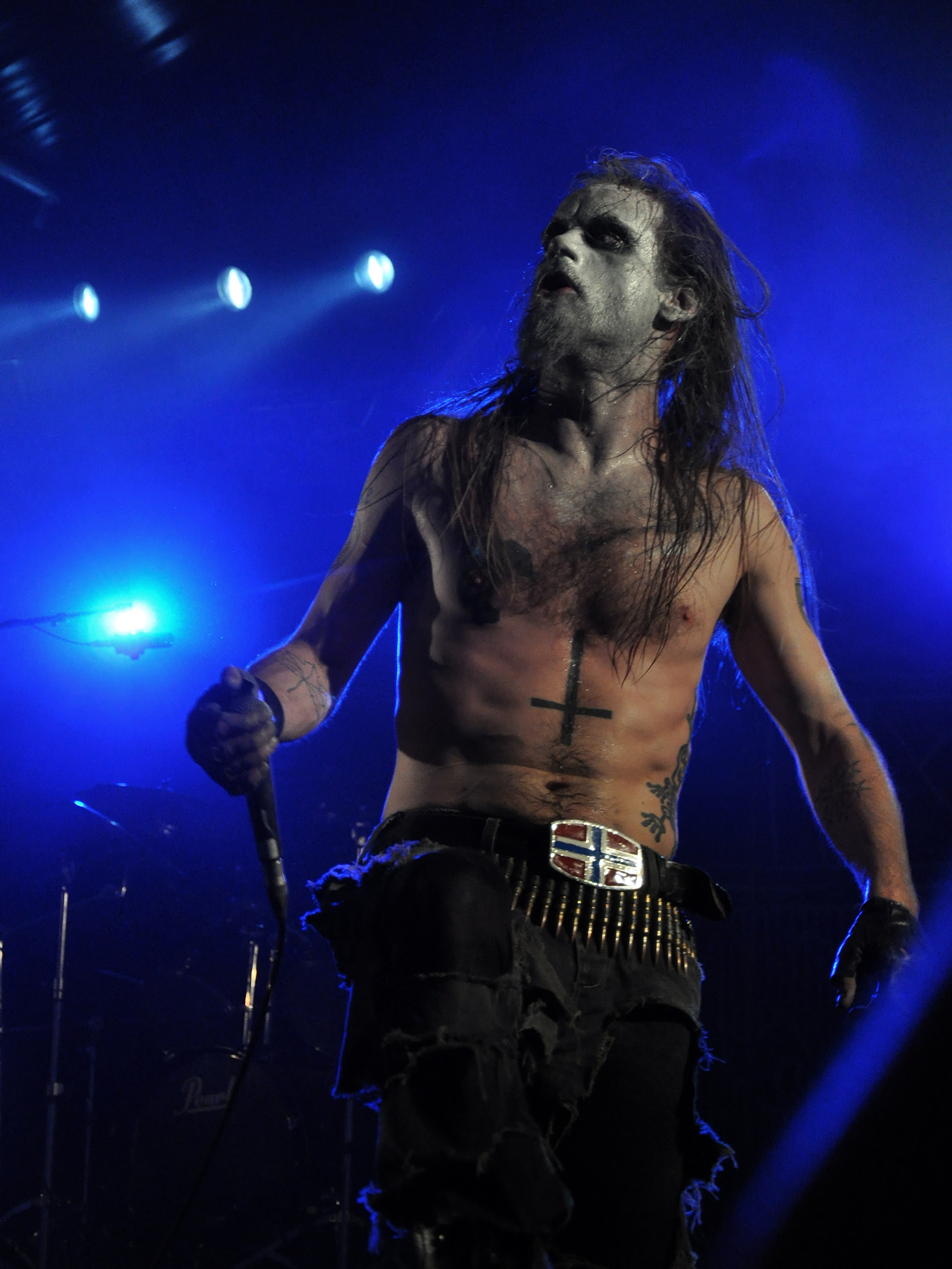
Хёст на фестивале Metal Méan в 2009 году.

- Хёст (Hoest) (Ragnarok) — гитара, вокал
- В’гандр (V`gandr) (Aeternus, Helheim, Deathcon, Cult of Catharsis) — бас
- Скрубб (Skrubb) — гитара
- Аиндиачай (Aindiachaí) (Slavia, Deathcon) — гитара
- Турсур (Thurzur) (Sigfader, Infernal Manes, Gaahlskagg, Deathcult) — ударные

### Бывшие участники

#### Thule
- Свартульв «Катта» «Каттарэв» (Svartulv «Katta» «Kattaræv») (Tarmer) — ударные, вокал

#### Taake
- Свартульв «Катта» «Каттарэв» (Svartulv «Katta» «Kattaræv») (Tarmer) — ударные
- Дим (Dim) — вокал
- Фростейн «Тундра» Арктандер (Frostein «Tundra» Arctander) (Frostmoon, Tundra) — ударные, бас, «хор»
- К. Коракс (C. Corax) — гитара
- Керидвен (Keridwen) — бас
- Мутт (Mutt) — ударные
- Лава (Lava) (Aeternus, Amok) — бас, вокал
- Морд (Mord) (Helheim, Cult of Catharsis) — ударные

#### Специальные гости
- К. Коракс (C. Corax) — гитара
- Тайпан (Taipan) — вокал
- Наттефрост (Nattefrost) — вокал
- Нордавинд (Nordavind) — вокал
- Дискомфортер (Discomforter) — вокал
- Утфлод (Utflod) — пианино
- Стёвер (Støver) — шёпот
- Джон Бойл (John Boyle) — «Stridsrop» (боевой крик)

### Интервью
- Запись интервью Hoest’a с Contraband Candy
- Интервью для интернет-журнала LordsOfMetal